# فيل بوسويل
فيل بوسويل هو سياسي بريطاني، ولد في 23 يوليو 1963 في کوتبريج ‏ في المملكة المتحدة. نشط حزبياً في الحزب الوطني الإسكتلندي. في الانتخابات العامة في المملكة المتحدة 2015، انتخب عضو البرلمان السادس والخمسين للمملكة المتحدة ‏ عن دائرة كوتبريج، كريستون وبيلزهيل وقد انضم خلال فترته النيابية ‏ (7 مايو 2015 – 3 مايو 2017) للكتلة البرلمانية الحزب الوطني الإسكتلندي.

## وصلات خارجية
- الموقع الرسمي